# ドレミパイプ
ドレミパイプ、または、ブームワッカー（英語：Boomwhackers）は、1995年にアメリカ合衆国で製品化された、長さの違いで音階が出せるように作られた、プラスチックの管状の打楽器。知育玩具としても用いられている。

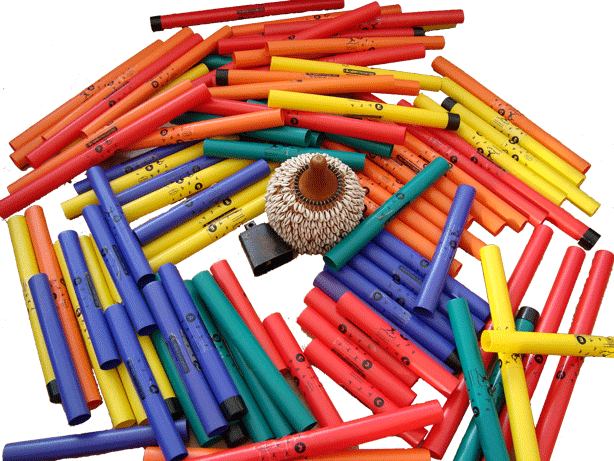
山積みされたドレミパイプ(Boomwhackers)

## 特徴

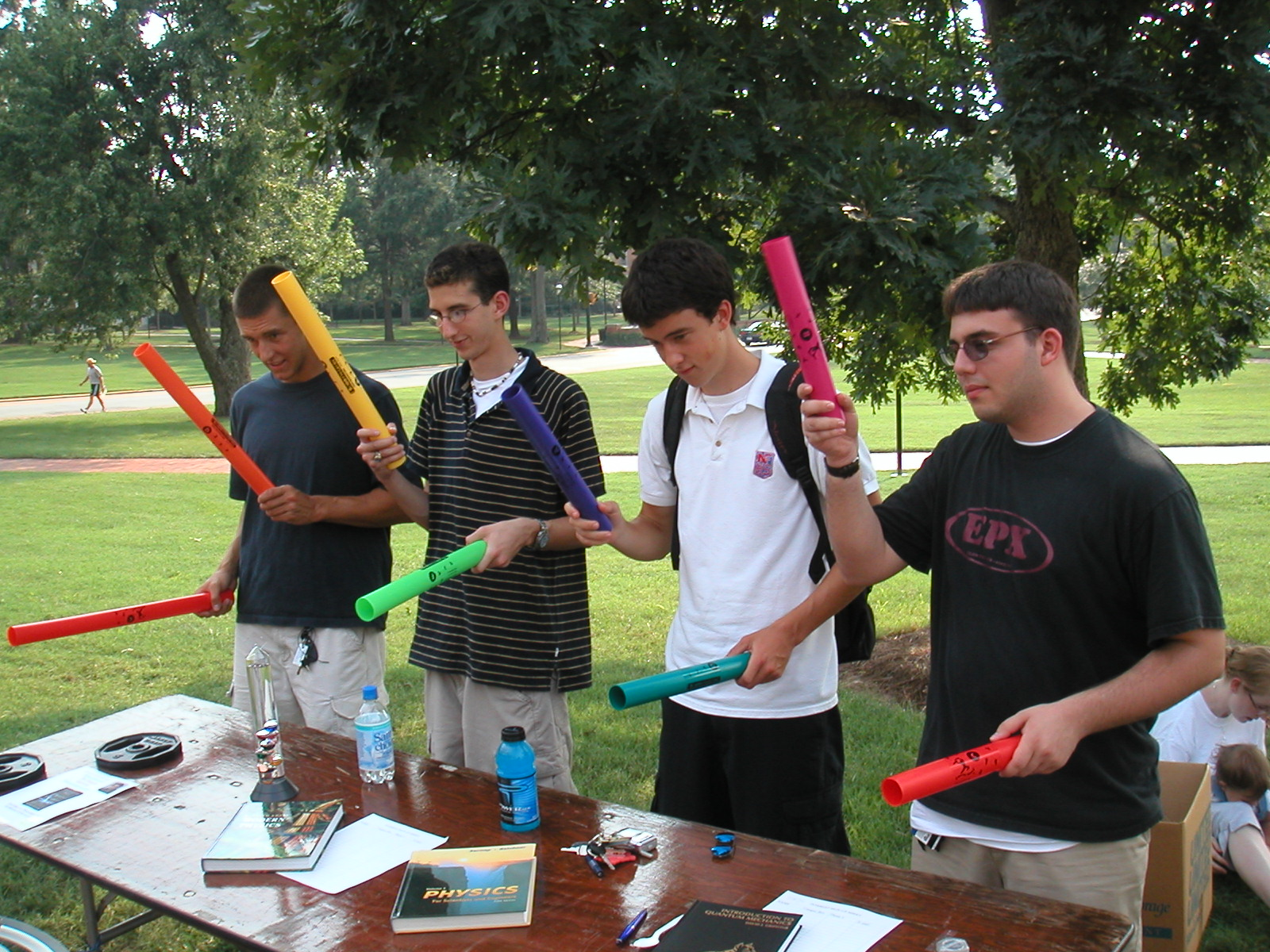
4人で8つの音を分担して演奏する様子

12色に着色された中空のポリエチレン製の管を固有の音高がでる長さに切断し、それを数本から十数本組み合わせて、音階を出せるようにしている旋律打楽器の一種。叩いて音を出す打楽器であるが、楽器分類学上では、金属製の管を叩くチューブラーベルのような楽器全体が音を出す体鳴打楽器ではなく、管内の気柱が固有振動して出ている音が主であり、音の原理はフルートや尺八などのリードの無い管楽器と同じである。これは管の片側に蓋をし、一端が閉口で他端が開口の管として叩くと1オクターブ下がった音がでることで証明できる。
管の長さが短いほど、気柱が早く振動して高い音となるため、徐々に短く切ったものを複数用意することで音階が出せる。管が短いほど高い音が出る点は、楽器自体が振動して音を出すチューブラーベルでも同じである。
奏法の上でも、チューブラーベルが主に小槌で叩いて音を出すのに対し、ドレミパイプは楽器自身で他の台や奏者の体などを叩いて音を出す点も異なる。片手に1本を持ち、主にテーブルなどの台や床や自分の膝などを叩いて音を出し、順に求める音を出す管に持ちかえながら叩くと旋律を奏でることができる。しかし、持ち替える時間が必要なため、一人では早い旋律を奏でることは難しく、数人で各自が出す音を1つか2つ決めて、交代で音を出すことで早い旋律を奏でることが可能となる。
基本のセットは、ド（赤）、レ（橙）、ミ（黄）、ファ（黄緑）、ソ（緑）、ラ（青）、シ（紫）、ド（赤）の8本の組み合わせとなっており、長さは約60から30cmの間で異なる。他にピアノの黒鍵に当たるド#（赤）、レ#（黄）、ファ#（濃い黄緑）、ソ#（青緑）、ラ#（青紫）の5本セットや、音域を広げるためのオクターブ高いセット、低いセットなどがある。管の中央部には、音をアルファベットで印字してある。
アメリカのクレイグ・ラムゼル（Craig Ramsell）が考案し、製作会社Whacky Musicを設立、各国にも輸出され、すでに400万組以上が販売されている。製造が容易な構造で、材料も安価なため、楽器としては比較的安価で販売されている。複数人で演奏する場合、チームで協調して音を出す必要があり、教育効果があると考えられ、小学校や幼稚園、知的障碍者施設等にも知育玩具として導入されている。

## 製品
ハ長調の1オクターブが出せる基本の8本セットの他、半音を出すためのオプションセット、高い音、低い音に音域を広げるためのオプションセットなどが販売されている。
オクタベーター（Octavator）と呼ばれる蓋状のオプション部品を片側に付けると、共鳴長が往復で2倍となり、1オクターブ低い音に変えることができる。
また、木琴のように管を並べて、マレットで叩けるようにするためのスタンドや収納用のケースも販売されている。

## 歴史
パイプを叩いて音を出すこと自体は、以前よりがらくたを集めて演奏するジャンクバンドなどが行ってきたことであるが、楽器として正確な音階を出すには、長さや太さなどを調整する必要があり、容易とは言えない。
アメリカ・アリゾナ州のクレイグ・ラムゼルは、癌にかかり自宅で療養していたが、1994年のある日、紙管をリサイクルに出すために、切断した時、長さが変わると音が変わることに気づき、楽器になるのではと思いついた。様々な素材を試した結果、プラスチック製の配管を使うに至った。
1995年、妻のモニー・ラムゼル（Monnie Ramsell）と共に、DrumSpiritという製造販売者を興し、ブームワッカー(Boomwhackers)の名で商品化した。
1997年、材質を変更し、耐久性を高めた改良品を発売。
1998年、ラムゼル夫妻はワッキー・ミュージック社（Whacky Music, Inc.）を設立し、より広い音域をカバーするセットを発売し、3オクターブ半まで出せるようになった。
1999年、1オクターブ下げるための蓋状の部品「オクタベーター」が発売され、さらに低い音域まで出せるようになった。
2002年、愛知県の楽器商社有限会社細川(現株式会社ホスコ)が日本へ輸入開始し、「ドレミパイプ」の名称で販売した。
2003年4月、フジテレビ『ポンキッキーズ21』の中で演奏が披露され、日本でも認知度が高まった。
2003年秋、米国の「親の選択基金」（Parents' Choice Foundation）が、基本セットを「過去25年間のベスト25玩具」の一つに選定。
2009年7月、テキサス州フォートワースのリズム・バンド・インスツルメンツ社（Rhythm Band Instruments LLC.略称 RBI）がワッキー・ミュージック社の資産とBoomwhackersの特許を買い上げ、製造販売者となった。

## 奏者、作品
- Percussion Performance Players - 元田優香、秋場一宏、山口古津絵、鈴木和徳、木村就生の5人組パーカッションユニット。主に各地の小学校や音楽イベント等で演奏を披露しているが、2017年5月7日放送の『世界の果てまでイッテQ!』の宮川大輔、中岡創一、チャンカワイ、みやぞんの4人が1ヶ月間練習して演奏披露する企画で、「トルコ行進曲」の模範演奏、練習指導を担当した。
- Martin J. Junker - CD『TUBULAR MUSIC』（2003年。管弦楽曲集）を発表、ドレミパイプも演奏している。

## 楽譜集
- 『こどものためのドレミパイプ曲集』（ホスコ）
- 『Whack-a-Doodle Doo! Color-Coded Children's Songs for BOOMWHACKERS Musical Tubes』